# San Lazzaro degli Armeni

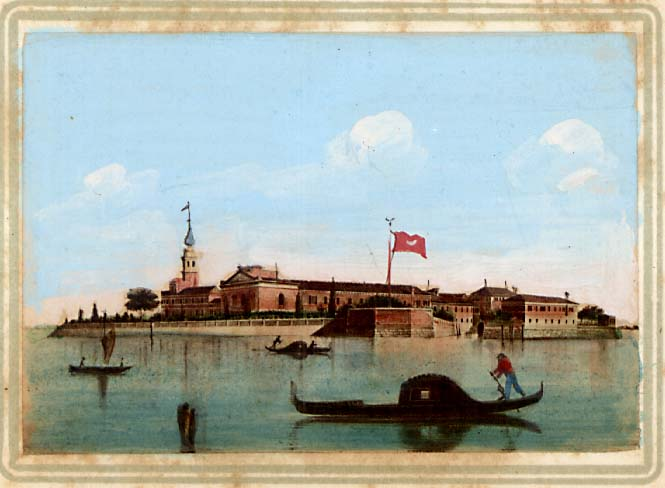
Wyspa San Lazzaro degli Armeni na pocztówce z XIX wieku

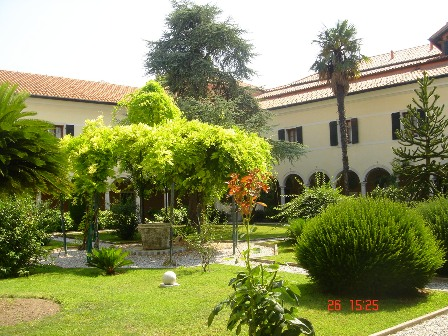
Dziedziniec klasztoru mechitarystów

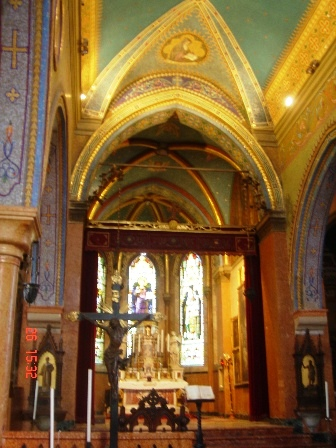
Wnętrze kościoła na wyspie

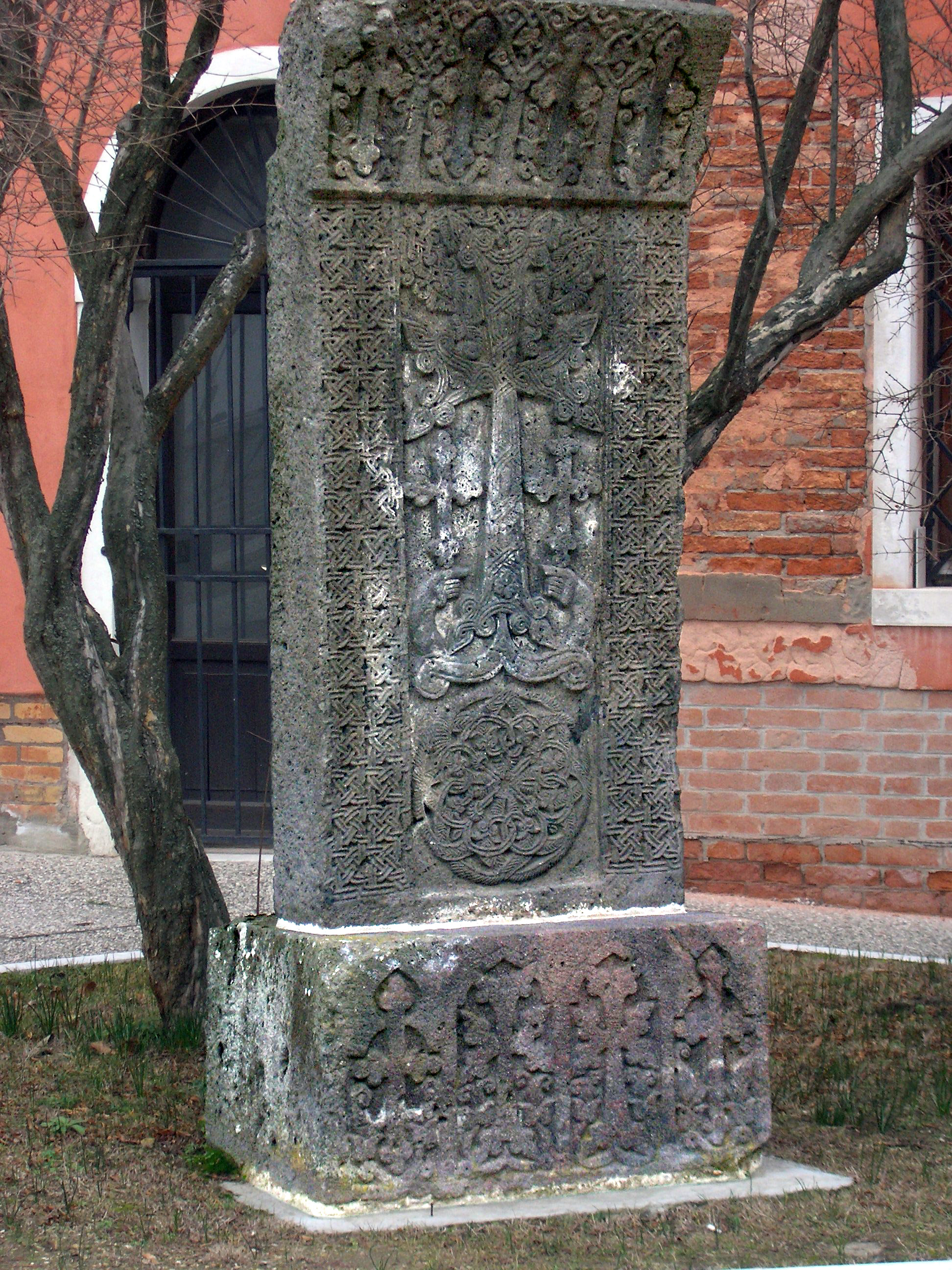
Rzeźbiony krzyż (chaczkar) z ogrodu klasztornego

San Lazzaro degli Armeni (orm.: „Սուրբ Ղազար կղզի”) – wyspa Laguny Weneckiej, położona na południowy wschód od Wenecji i na zachód od Lido.

## Historia
Nazwa pochodzi od świętego Łazarza, patrona trędowatych, którzy byli wywożeni na wyspę od XII do XVI wieku.
Wyspa jest obecnie w posiadaniu (na zasadzie dzierżawy wieczystej) ormiańskokatolickiego zakonu mechitarystów, który otrzymał ją od Senatu Wenecji na miejsce osiedlenia po zniszczeniu przez Turków pierwszego domu macierzystego na Peloponezie. W tym czasie była ona niezamieszkana. Akt przekazania wyspy miał miejsce 8 września 1717. Początkowo na wyspie osiadło 17 mnichów na czele z opatem i założycielem zakonu Mechitarem. Mnisi odbudowali znajdujący się na wyspie kościół, postawili klasztor, stworzyli bibliotekę i muzeum. W 1729 na wyspie otwarta została drukarnia, która wydawała dzieła pisarzy ormiańskich lub przekłady pisarzy obcojęzycznych. W niedługim czasie klasztor na wyspie stał się jednym z ważniejszych w świecie ośrodków kultury ormiańskiej.

## Współcześnie
Pomimo posiadania innych placówek klasztor na San Lazzaro degli Armeni do dziś pełni rolę domu macierzystego zakonu. Jest nadal ośrodkiem propagującym język i kulturę ormiańską, prowadzącym działalność muzealną, biblioteczną i edukacyjną. Biblioteka klasztorna zawiera 150 000 woluminów w języku ormiańskim, ale także w innych językach, w tym 4000 ormiańskich manuskryptów, z których najstarszy pochodzi z VIII wieku n.e. Posiada także zabytki języka ormianokipczackiego.
Muzeum posiada cenne zabytki, jak sarkofag i mumię egipską z XV wieku p.n.e. (otrzymane w 1825 od Ormianina, ministra w egipskim rządzie, który wstępował wówczas do zakonu), liczne rzeźby, malowidła, klejnoty, przedmioty egipskie, asyryjskie i etruskie.
W 2002 na wyspie przebywało 10 zakonników, 10 seminarzystów i 15 studentów ormiańskich.
Zabytki wyspy są również dostępne do zwiedzania dla turystów.

## Biblioteka
- strony WWW:
  - (it) Strona zakonu mechitarystów z historią wyspy i zdjęciami z wyspy, z muzeum i klasztoru
  - (it) O San Lazzaro degli Armeni z serwisu krajoznawczego
  - (it) I jeszcze o wyspie